# Tuchoraz
Tuchoraz är en ort i Tjeckien.   Den ligger i regionen Mellersta Böhmen, i den centrala delen av landet, 30 km öster om huvudstaden Prag. Tuchoraz ligger 274 meter över havet och antalet invånare är 355.
Terrängen runt Tuchoraz är lite kuperad. Runt Tuchoraz är det ganska glesbefolkat, med 23 invånare per kvadratkilometer. Närmaste större samhälle är Český Brod, 3,0 km norr om Tuchoraz. I omgivningarna runt Tuchoraz växer i huvudsak blandskog.